# 박경근
박경근(朴硬根, 1992년 11월 9일 ~ )은 대한민국의 바둑 기사이다.

## 약력
8세에 처음 바둑을 접했으며 장수영 도장에서 박병규, 이용찬 사범에게 바둑을 배웠다. 2012년 제131회 일반입단대회를 통해 입단하였다. 2013년 2단을 거쳐 2014년3월에 3단으로 승단하였다. 2016년 제21회 GS칼텍스배 프로기전 24강과 제35회 KBS바둑왕전 32강에 올랐다. 2016년 4단과 5단을 거쳐 2022년에 6단으로 승단했다.